# 新南街道 (连云港市)
新南街道是中华人民共和国江苏省连云港市海州区下所辖的一个街道办事处，辖区面积约4.3平方公里，人口53639人（2008年）。

## 行政区划
新南街道下辖以下地区：
延南社区、海南社区、紫云社区、建南社区、海宁社区、云海社区、新龙社区、建康社区、兴业社区、玉带社区、玉龙社区和九龙社区。